# Lodè
Lodè är en ort och kommun i provinsen Nuoro i regionen Sardinien i Italien. Kommunen hade 1 661 invånare (2017).